# Polycentropus nascotius
Polycentropus nascotius är en nattsländeart som beskrevs av Ross 1941. Polycentropus nascotius ingår i släktet Polycentropus och familjen fångstnätnattsländor. Inga underarter finns listade i Catalogue of Life.